# ژان کونیو
ژان کونیو (فرانسوی: Jean Cugnot‎; ۳ اوت ۱۸۹۹ – ۲۵ ژوئن ۱۹۳۳) دوچرخه‌سوار اهل فرانسه بود.
وی در مسابقات کشوری و بین‌المللی در مجموع برندهٔ ۱ مدال طلا، ۱ مدال برنز شده‌است.